# Dinteloord
 (avril 2022).
Si vous disposez d'ouvrages ou d'articles de référence ou si vous connaissez des sites web de qualité traitant du thème abordé ici, merci de compléter l'article en donnant les références utiles à sa vérifiabilité et en les liant à la section « Notes et références ».
Dinteloord est un village situé dans la commune néerlandaise de Steenbergen, dans la province du Brabant-Septentrional. Le 1er janvier 2007, le village comptait 5 622 habitants.
Jusqu'en 1997, Dinteloord était le chef-lieu de la commune de Dinteloord en Prinsenland. Le 1er janvier 1997, cette commune est rattachée à Steenbergen.

## Histoire
L'histoire de Dinteloord commence peu de temps après la poldérisation du Prinsenland (à peu près la zone entre les rivières Vliet et Dintel) en 1605 et on suppose que la fondation de Dinteloord a eu lieu peu de temps après, de sorte que le 400e anniversaire a été célébré en 2005.
Avant la poldérisation, la zone où Dinteloord a été fondée appartenait à la seigneurie de Steenbergen (nl), mais après que le seigneur de Steenbergen, Philippe-Guillaume d'Orange, eut poldérisé la zone de tourbe orientale, elle fut élevée au rang de seigneurie indépendante appelée Prinsenland en 1606. En conséquence, il a formé une unité administrative indépendante de 1606 à 1997 (l'année où la réorganisation municipale a eu lieu et la commune de Dinteloord en Prinsenland a été fusionnée avec la commune de Steenbergen).
Dinteloord est un village planifié et est basé sur une carte qui a été développée au XVIe siècle après la remise en état d'Overflakkee. Dinteloord n'est pas unique à cet égard, Willemstad, Fijnaart, Klundert et Standdaarbuiten (tous situés dans le Westhoek) sont également basés sur ce type de village. Comme les routes du polder environnant, ce type se caractérise par un motif en damier avec une longue rue parallèle à un ruisseau. Dans le cas de Dinteloord, une partie de ce ruisseau a maintenant été comblée, là où se trouve maintenant la Raadhuisplein. La limite originale de Dinteloord était formée par la Stoofdijk, la Westerstraat, l'Oosterstraat et la Zuideinde.
Les premiers habitants de Dinteloord et du polder environnant étaient principalement des agriculteurs protestants de Hollande méridionale et des îles zélandaises, de sorte que le dialecte local de Dinteloord et des environs (Westhoeks) n'est pas brabançon mais néerlandais.
Pendant la Guerre de Quatre-Vingts Ans, Dinteloord a été occupée à plusieurs reprises par les troupes espagnoles, mais il s'agissait principalement d'armées qui tentaient de prendre les forteresses voisines de Steenbergen et Willemstad. Après la Paix de Münster, les habitants tentent de construire une église qui, faute de moyens financiers, ne réussit qu'en 1694, après l'intervention de Guillaume III.
Les rendements agricoles à Dinteloord, construit sur des sols argileux fertiles, sont élevés, ce qui signifie que le secteur agricole est en forte croissance. La culture de la garance dominait au XVIIIe siècle et celle de la betterave à sucre aux XIXe et XXe siècles. La présence de la Cosun Beet Company anciennement connue sous le nom de Suiker Unie-Suikerfabriek, la plus grande du genre en Europe, en témoigne également.
En 1918, Dinteloord, avec Fijnaart, Hooge- et Lage Zwaluwe, Oudenbosch, Terheijden, Willemstad et Zevenbergen, fonda le Waterleiding-Maatschappij Noord-Brabant, et en 1921, quinze municipalités le rejoignirent. La construction du réseau de canalisations a commencé en 1921. À cet effet, des stations de pompage et des châteaux d'eau ont été construits et des puits d'eau ont été forés. Les châteaux d'eau de Dinteloord et Kaatsheuvel ont été achevés en 1925 et étaient identiques, tout comme les tours de Zevenbergen et Steenbergen construites en 1921, qui mesuraient 42,75 mètres de haut. Tous les châteaux d'eau qui ont été construits à cette époque ont été conçus par l'architecte Hendrik Sangster (nl). Le château d'eau de Dinteloord est détruit en novembre 1944.
Pendant la Seconde Guerre mondiale, Dinteloord est bombardé par les Alliés le 4 novembre 1944, cinq jours avant la libération du village, dans une tentative de détruire les postes d'observation des forces d'occupation allemandes, tuant des dizaines de personnes. En commémoration de toutes les victimes de la guerre (55 au total), un monument commémoratif en bronze a été érigé sur la Raadhuisplein composé d'une famille en deuil qui a perdu un enfant mais qui doit néanmoins se tourner vers l'avenir.
Après la guerre, le village s'est progressivement étendu vers l'est et l'ouest, y compris la zone industrielle de Molenkreek, et dans les années 1970, il a été relié à l'autoroute A4.